# Lunettes de la Chapelle Sixtine
Les lunettes de  la chapelle Sixtine sont décorées d'une série de fresques de Michel-Ange, datables de 1508-1512. Elles couronnent les murs de la chapelle, près du plafond de la chapelle Sixtine. Bien qu'elles n'en fassent pas partie physiquement, elles sont généralement assimilés à la voûte car elles font partie du même programme iconographique et de la même phase exécutive. Placées au-dessus des arcades des fenêtres, elles sont aujourd'hui quatorze, après que deux d'entre elles, sur le mur de l'autel, eurent été détruites par Michel-Ange lui-même en 1537 pour faire place au Jugement dernier. Elles sont dédiées aux quarante générations des Ancêtres du Christ, tirées de l'Évangile de Matthieu.

## Histoire
On ne sait pas comment les lunettes étaient décorées à l'origine, lors de la première campagne de fresques de la chapelle (1481-1482), peut-être avec des figures géométriques.

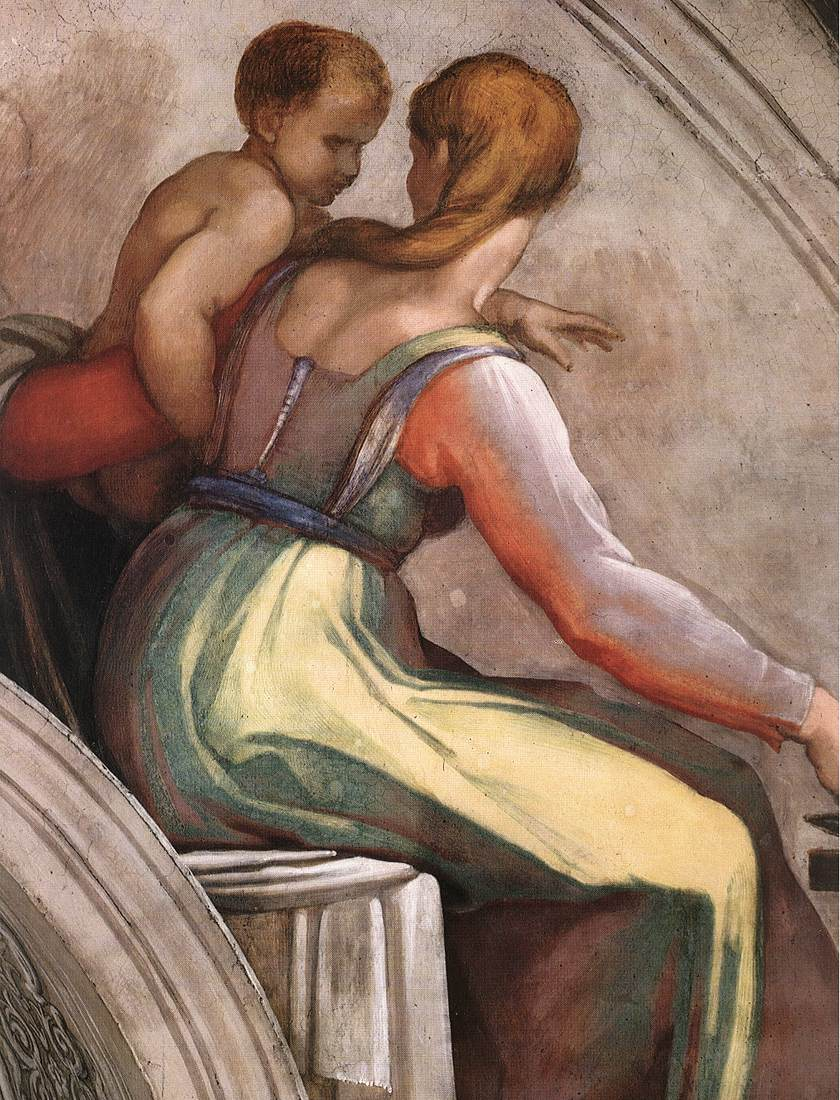
Akhim et Elioud (détail).

La reconstitution de Charles de Tolnay selon laquelle les lunettes ont toutes été peintes à la fresque entre octobre 1511 et octobre 1512 avec un échafaudage spécialement construit à cet effet, contrastant avec les sources anciennes et déjà rejetée par Wilde (1978), est maintenant démentie par des études plus détaillées (Mancinelli) sur le type d'échafaudage utilisé par l'artiste. C'était une structure suspendue en terrasse, reposant sur six paires de charpente, qui permettait de travailler sur une travée entière, de la partie centrale jusqu'aux voiles, pendentifs et lunettes, tandis que les offices publics pouvaient avoir lieu dans l'espace en dessous. Ainsi, les lunettes ont été peintes au fur et à mesure, des parties les plus proches de la porte d'entrée solennelle en allant vers l'autel, elles permettaient à l'artiste, dans un certain sens, de se reposer après la fatigante peinture du plafond.
Cette approche est également confirmée par les études préparatoires du « cahier d'Oxford », qui ne montre que des croquis de lunettes pour la seconde partie de la chapelle, donc relatifs à la phase postérieure à 1511.
Noircies par le temps, par le noir de lampe et les restaurations inappropriées, injustement jugées « sombres » et sous-estimées par rapport aux fresques les plus célèbres de la voûte, les lunettes, comme les autres fresques de Michel-Ange, ont bénéficié de la campagne de restauration qui s'est conclue en 1986, pour finalement être redécouvertes comme une des pages les plus avancées et originales de toute l'entreprise.
Les résultats étonnants de la restauration, qui a redécouvert la splendeur chromatique des fresques, ont alimenté pendant un certain temps des controverses qui ont ensuite été qualifiées d'injustifiées, notamment à la fin du nettoyage de l'ensemble de la voûte en 1994.

## Technique

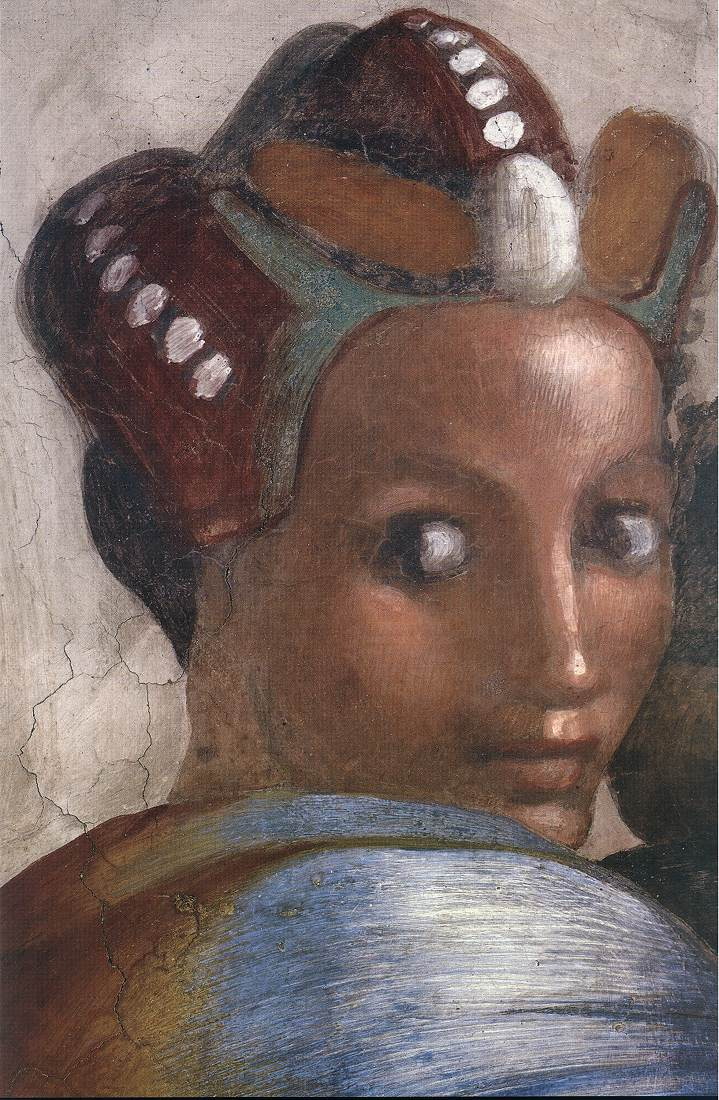
Jacob et Joseph (détail).

Les lunettes sont achevées en très peu de temps, en moyenne en seulement trois « jours » de fresque chacune et sans l'utilisation de carton. Seules les cartouches centraux, qui devaient être parfaitement centrés et dans l'axe, nécessitent l'utilisation d'outils tels que la règle et le fil à plomb et une incision de guidage sur le plâtre.
Les grandes figures, environ deux fois la taille naturelle, sont esquissées de manière sommaire, à partir d'études préparatoires, dont seuls de petits croquis sont connus : il est probable que l'artiste utilise également des dessins intermédiaires plus grands, mais pas nécessairement.
La couleur a également une fonction structurelle, définissant les volumes, la proéminence plastique des figures et les valeurs spatiales. La composition est souvent très liquide, presque sans épaisseur, avec un recours à des couleurs pures qui, par des couches successives, atteignent les tons moyens. L'utilisation des effets irisés est très répandue, mais ils n'ont pas de valeur décorative comme dans les décors précédents (par exemple, dans les « figures des  papes » en-dessous), mais aident plutôt à mieux définir les plans de lumière et les volumes, augmentant considérablement la lisibilité de l'image, en particulier dans les conditions semi-sombres et rétro-éclairées dans lesquelles les lunettes se trouvent souvent, étant situées au-dessus des fenêtres.
Les pinceaux utilisés sont de largeur et dureté différentes, permettant une modélisation des figures tout à fait similaire à la technique sculpturale : l'alternance de coups de pinceau plus fluides avec d'autres plus denses et épais, parfois croisés, rend le traitement des figures en arrière-plan différent, esquissé plus rapidement, au contraire de ceux détaillés et clairs au premier plan, avec une procédure qui rappelle les effets « d'inachevé » des œuvres en marbre, telles que le Tondo Pitti (environ 1503-1505) ou le Tondo Taddei (environ 1505-1506).
Les dernières lunettes, lorsque l'impatience du pape Jules II ira croissante, sont réalisées encore plus rapidement, avec une simplification de la forme des plaques et une plus grande concision formelle.

## Description

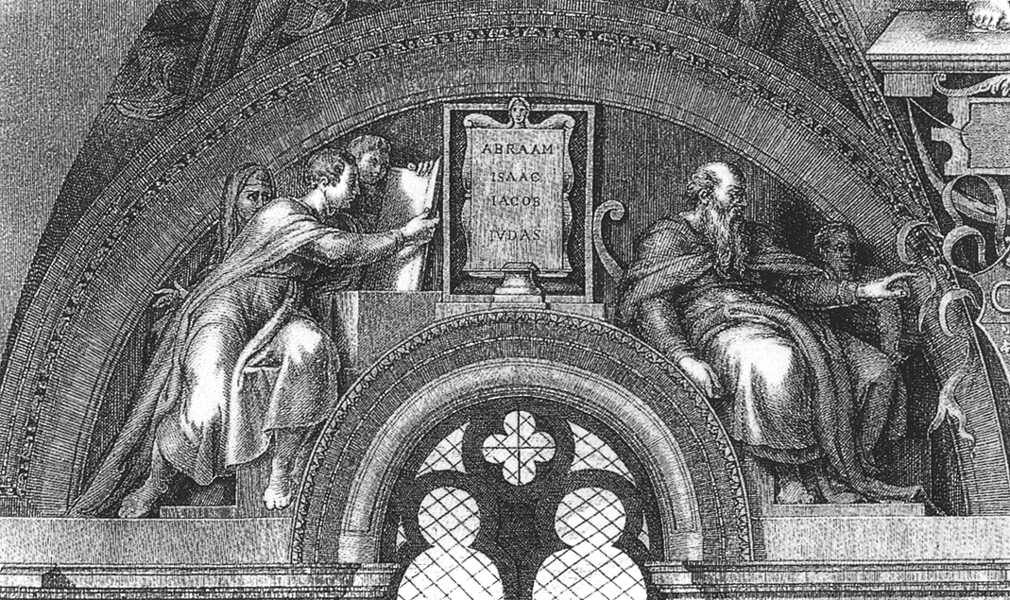
Abraham, Isaac, Jacob, Judas, perdu (gravure d'Adamo Ghissi).

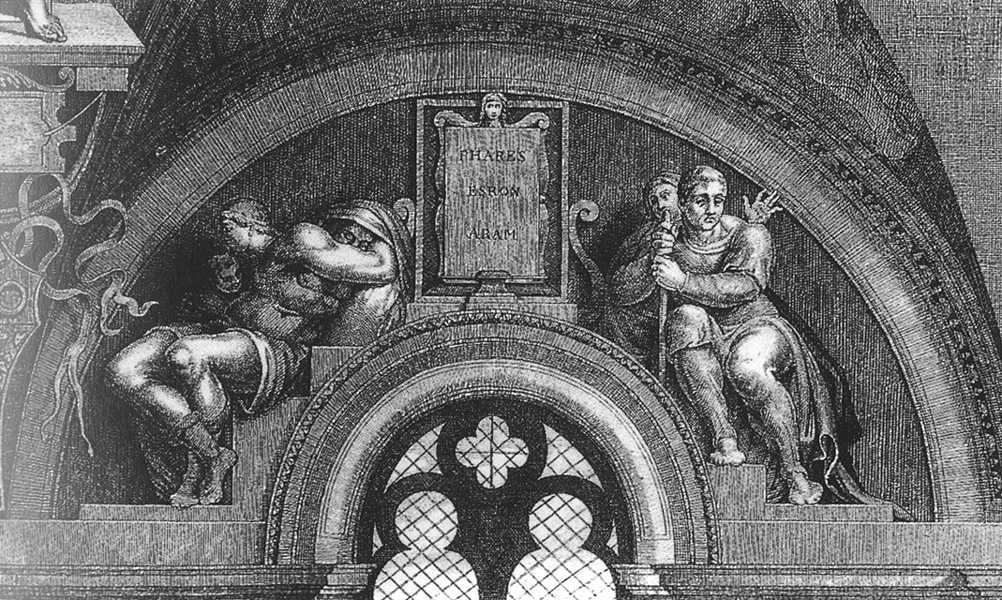
Phares, Esrom et Haram, perdu (gravure d'Adamo Ghissi).

Les lunettes constituent la partie terminale des murs de la chapelle, au-delà de la corniche qui délimite les niches avec les « papes » au sommet, fresques exécutées lors de la première décoration du XVe siècle. Elles ont une grande surface semi-circulaire (environ 3,40 × 6,50 mètres), rendue concave, en bas au centre, par les arcs des fenêtres, qui sont simplement peints sur le mur de la porte d'entrée. Les côtés bordent les corbeaux sous les trônes des voyants (Prophètes et Sibylles), tandis que la partie supérieure est contiguë des voûtains triangulaires sur les côtés les plus longs ou avec les pendentifs aux coins et sur les côtés les plus courts.
Dans l'ensemble iconographique de la voûte, elles représentent les générations des Ancêtres du Christ, thème partagé avec les voiles. Elles sont basées sur la généalogie du Christ au début de l'Évangile selon Matthieu, qui a également inspiré un motet de Josquin des Prés, le Liber Generationis Iesu Christi, contenu dans un chorale de la chapelle à l'époque de Jules II, qui servit probablement de source directe.
Chaque lunette est divisée en un côté gauche et un côté droit, avec un cartouche au centre avec les noms des ancêtres écrits en capitales romaines, enfermé dans un cadre en bronze peint (avec une base, des demi-balustrades latérales et une tête de femme antique sur le dessus) et placé sur un fond de fausse plaque rectangulaire foncée avec une bordure vert clair Les côtés sont occupés par des personnages assis, majoritairement de profil et symétriquement opposés, qui s'adaptent bien à la forme de l'espace disponible. En l'absence d'attributs iconographiques et de précédents figuratifs, l'identification des différents personnages est très difficile et il semble que Michel-Ange y ait de toute façon peu d'intérêt : le message a été confié aux personnages complexes plutôt qu'aux personnages individuels.
Les lunettes, comme les scènes du XVe siècle et la série des Papes, doivent être lues depuis le mur de l'autel en s'éloignant, alternativement à droite et à gauche, jusqu'au mur du fond où se trouvent les derniers Ancêtres. La première lunette est donc celle à gauche de l'autel, puis celle à droite (cette dernière maintenant détruite) et celle à côté sur le mur principal ; suit la lunette sur le mur opposé, puis à nouveau dans le mur précédent et ainsi de suite, au moins jusqu'à presque la moitié où les lunettes VI et VII sont côte à côte, rompant le rythme et permettant à la dernière lunette, sur le mur d'entrée, de se situer devant la première. La rupture du rythme à cet endroit est probablement liée au moment de l'exil des Juifs à Babylone.

## Style

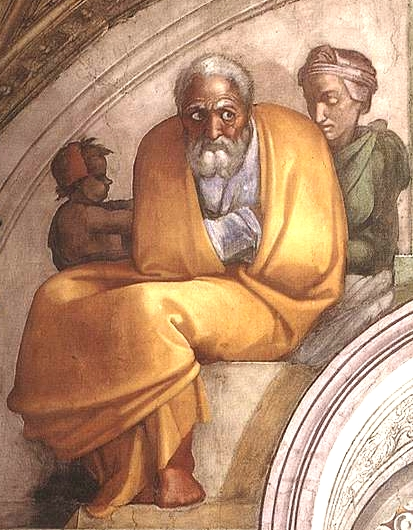
Jacob et Joseph (détail).

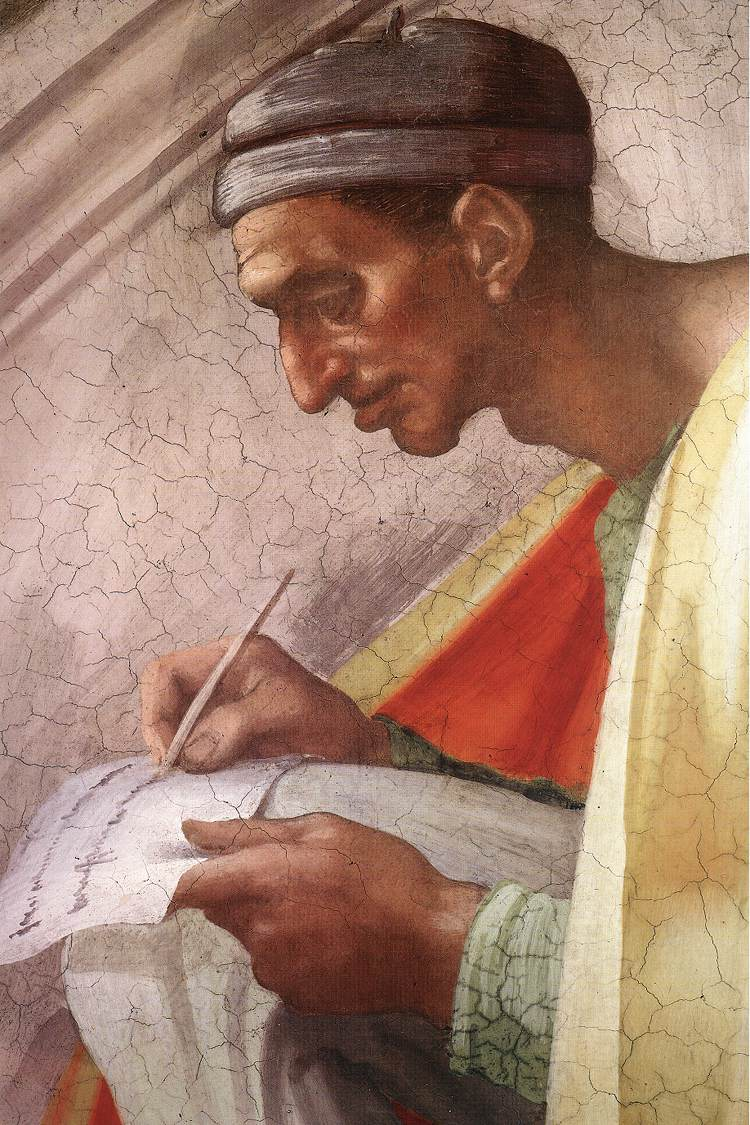
Asa, Josaphat et Joram (détail).

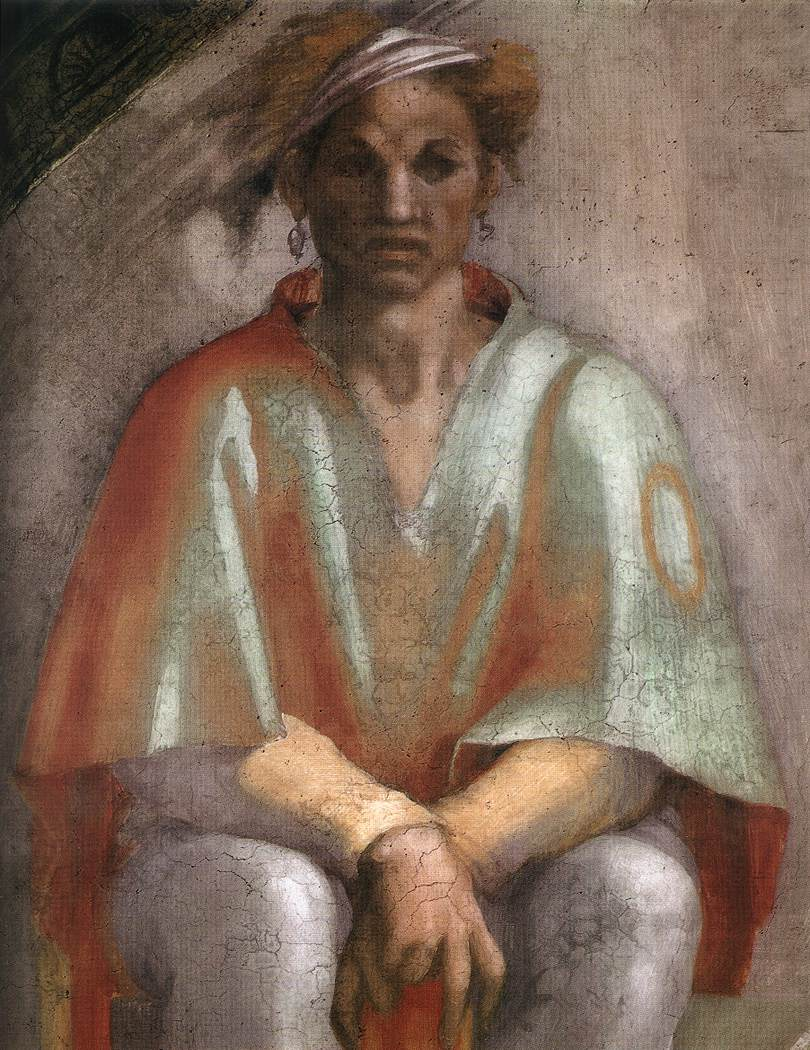
Aminadab (détail).

La différenciation des types humains, les variations sur certains thèmes (comme la maternité et la méditation) et la richesse des solutions compositionnelles est extraordinaire, ce que Vasari décrit en ces termes : 

« Il serait trop long de commenter l'ingénieuse beauté des attitudes qui sont répandues dans la généalogie des pères à partir des fils de Noé pour arriver à la génération de Jésus-Christ. On n'en finit pas de rapporter la variété des éléments : draperies, expressions, inventions pures d'une extraordinaire nouveauté et d'une belle sagacité. Il n'est rien qui n'y soit réalisé avec talent ; toutes les figures ont des raccourcis pleins d'art et de beauté,  tout ce qu'on admire est célèbre et divin. »

— Vasari, Livre IX, p. 224.
Les figures des lunettes montrent une extraordinaire galerie de personnages, toujours variés dans la pose, la typologie et les caractères psychologiques, qui puisent dans une multitude d'expressions : pour les figures masculines, réflexion, inquiétude, mélancolie sinon angoisse ; pour les figures féminines, grâce, maturité ou gravitas, ainsi que la profonde tendresse des relations mère-enfant.

## Les Ancêtres représentés
- Éléazar et Matthan
- Jacob et Joseph
- Azor et Sadok
- Akhim et Elioud
- Josias, Jéchonias et Salathiel
- Zorobabel, Abioud et Éliakim
- Ézéchias, Manassé et Amon
- Osias, Joatham et Achaz
- Asa, Josaphat et Joram
- Roboam et Abia
- Jessé, David et Salomon
- Salmon, Booz et Jobed
- Naasson
- Amminadab
- Abraham, Isaac, Jacob, Juda (détruit)
- Pharès, Esrom et Aram (détruit)